# Magna International
Magna International Inc. to kanadyjski producent części do samochodów, która jest jedną z największych firm w Kanadzie. W roku 2020 została wyróżniona na liście Forbes Global 2000. Firma jest największym producentem części samochodowych w Ameryce Północnej pod względem sprzedaży części oryginalnego wyposażenia; od 2001 roku niezmiennie plasuje się na liście Fortune Global 500 przez 20 lat z rzędu.
Produkuje m.in. systemy samochodowe, zespoły, moduły i komponenty, które są dostarczane między innymi do General Motors, Ford i Stellantis, BMW, Mercedes, Volkswagen, Toyota, Tesla i Tata Motors.
Siedziba firmy znajduje się w Ontario, a jej dyrektorem naczelnym jest Swamy Kotagiri. Zatrudnia 158 000 pracowników w 342 zakładach produkcyjnych oraz 91 centrach rozwoju produktów, inżynierii i sprzedaży w 27 krajach.
Magna podlega polityce korporacyjnej, która propaguje podział zysków pomiędzy pracowników i akcjonariuszy. Warunki tej umowy stanowią „uczciwy system przedsiębiorczości”, jak twierdzi założyciel firmy Frank Stronach.

## Historia
W 1957 roku Frank Stronach założył firmę Multimatic Investments Ltd w wynajętym garażu pod Toronto, gdzie mieściły się zakłady produkujące narzędzia. Pierwszy kontrakt związany z branżą motoryzacyjną, który obejmował metalowe wsporniki osłon przeciwsłonecznych zawarł z General Motors w 1959 r.
Pod koniec lat 60-tych firma działała w ośmiu zakładach. Frank Stronach wprowadził spółkę Multimatic Investments na giełdę w 1969 r. poprzez fuzję z Magna Electronics Corporation – firmą zajmującą się komponentami lotniczymi, obronnymi i przemysłowymi, a w 1973 r. firma stała się znana jako Magna International.
W 1974 roku firma opracowała program udziału pracowników w kapitale zakładowym i udziału w zyskach. Do 1981 roku Magna sprzedała swoją działalność w zakresie lotnictwa i obronności, aby skoncentrować się na przemyśle motoryzacyjnym. Rozpoczęła decentralizację głównych systemów w niezależne spółki notowane na giełdzie w latach 90. XX wieku, jednocześnie rozszerzając działalność na Azję.
Magna rozpoczęła projektowanie samochodowych kamer cofania dla samochodów Hummer w 2005 roku na swojej linii produkcyjnej w Michigan w USA, co nie było wówczas wymogiem federalnym. Była jedną z pierwszych firm produkujących kamery cofania dla producentów samochodów i do 2007 roku podpisała kontrakt na 350 000 sztuk.
Firma wyprodukowała ponad 46 milionów komponentów i otworzyła fabrykę o wartości 66,5 miliona dolarów, w której będą produkowane kamery i komponenty wspomagające kierowcę.
W lutym 2015 r. firma Samsung SDI zgodziła się odkupić fabrykę akumulatorów od Magna Steyr, austriackiej jednostki operacyjnej Magna International, za 120 mln dolarów.
Magna International nawiązała współpracę z Argus Cyber Security po przystąpieniu do rundy finansowania serii B 2015 w celu wdrożenia technologii bezpieczeństwa firmy.
W sierpniu 2015 roku firma sprzedała Grupo Antolin swoją działalność związaną z wyposażeniem wnętrz, obejmującą drzwi i tablice przyrządów, systemy podwieszane i części do zarządzania ładunkiem. Sprzedaż Grupo Antolin obejmowała 36 zakładów i 12 000 pracowników w Europie, Ameryce Północnej i Azji, co stanowiło wówczas około 10% globalnej siły roboczej Magna. W 2014 r. działalność ta wygenerowała sprzedaż o wartości 2,4 miliarda dolarów.
W marcu 2018 r. Magna ogłosiła, że rozpoczyna współpracę z firmą Lyft zajmującą się współdzieleniem przejazdów w celu dostarczenia zaawansowanych technologicznie zestawów, które zamieniają pojazdy w samochody autonomiczne. Firma zainwestowała w projekt 200 milionów dolarów, a obie strony zostały współwłaścicielami opracowanej własności intelektualnej. Odnotowano również, że Magna będzie wyłącznym dostawcą zestawów do samodzielnego prowadzenia dla Lyft.
W czerwcu 2018 r. Magna ogłosiła partnerstwo z Grupą BAIC w celu opracowania inteligentnych pojazdów elektrycznych „nowej generacji” dla chińskich konsumentów.
Donald J. Walker przeszedł na emeryturę ze stanowiska dyrektora generalnego pod koniec 2020 r., a Swamy Kotagiri zastąpił go w styczniu 2021 r.
W lutym 2021 roku urząd gubernatora stanu Michigan ogłosił, że Magna planuje otworzyć w mieście St. Clair zakład zajmujący się produkcją obudów akumulatorów do elektrycznego pickupa GMC Hummer 2022. Obudowy akumulatorów będą produkowane w zakładach General Motors w Detroit i Hamtramck. Oczekuje się, że nowy obiekt będzie kosztować 70 milionów dolarów i stworzy ponad 300 miejsc pracy.
Elektryczna wersja terenowego pojazdu Ineos Grenadier ma zostać opracowana przez Ineos i Magna, a produkcja ma wejść do produkcji w Grazu w Austrii w 2026 roku.

## Działalność
Magna International Inc. (pełna nazwa zgodna z ustawą Ontario Business Corporations Act) ma siedzibę w Aurora w Ontario i posiada 342 zakłady produkcyjne oraz 91 centrów rozwoju produktów, inżynierii i sprzedaży w 27 krajach. Jej działalność w Stanach Zjednoczonych ma swoją siedzibę w Troy w stanie Michigan, a europejska siedziba znajduje się w Wiedniu w Austrii.
Donald J. Walker był jej dyrektorem generalnym i współpracował z Magną od 1987 do 2021 roku.
Magna podlega polityce korporacyjnej i wymaga konsensusu zarządu, akcjonariuszy i pracowników w celu wprowadzenia jakichkolwiek zmian. Firma dzieli się 10 procentami zysków przed opodatkowaniem ze swoimi pracownikami.
Od 2019 roku firma zatrudnia 158 000 pracowników.

### Przejęcia
W 2002 roku Magna International ogłosiła, że osiągnęła porozumienie z DaimlerChrysler w sprawie przejęcia austriackiej firmy Eurostar Automobilwerk.
We wrześniu 2004 roku Magna nabyła 80% udziałów w New Venture Gear, niegdyś spółce joint venture pomiędzy General Motors i Chrysler, i połączyła ją w Magna Powertrain. Przejęła pełną własność w 2007 r., zamykając działalność w sierpniu 2012 r.
W październiku 2004 r. Magna ogłosiła zamiar wycofania się z dotychczasowych ofert publicznych, które przeprowadziła w ramach trzech działów, które w ubiegłych latach wydzieliła jako samodzielne spółki: Tesma International Inc., Decoma International Inc. i Intier Automotive Inc. Magna złożyła oferty zarządom trzech spółek, a oczekiwany całkowity koszt dla Magna wyniesie 1.3 miliarda dolarów kanadyjskich w gotówce i akcjach Magna, w celu prywatyzacji spółek wchodzących w skład Magna International. Trzy prywatyzacje zakończono w lutym (Tesma i Decoma) i kwietniu (Intier) 2005 r.
W listopadzie 2005 roku Magna kupiła od Porsche firmę CTS Fahrzeug-Dachsysteme, dostawcę dachów do samochodów typu kabriolet.
W lipcu 2015 roku Magna kupiła za 1,9 miliarda dolarów niemiecką firmę Getrag, będącą jednym z największych dostawców skrzyń biegów samochodowych na świecie. Przejęcie miało na celu zwiększenie potencjału wzrostu na rynku chińskim.
W 2018 roku firma przejęła Haptronik GmbH, niemieckiego producenta oprogramowania do sterowania ruchem, OLSA SpA, włoskiego producenta oświetlenia samochodowego i Viza Geca SL, hiszpańską firmę zajmującą się fotelami samochodowymi. Firma Magna nawiązała współpracę z Innoviz Technologies przy produkcji lidaru półprzewodnikowego do pojazdów autonomicznych dla BMW Group.
Magna przejęła bostoński start-up Optimus Ride i jego> 120 pracowników w styczniu 2022 r.
W grudniu 2022 roku ogłoszono, że Magna przejęła firmę Veoneer Active Safety z siedzibą w Sztokholmie od SSW Partners za 1,52 miliarda dolarów.

#### Grupy
W 2024 r. Magna International składa się z siedmiu grup, które posiadają dalsze korporacyjne spółki zależne i pododdziały:
- Cosma
- Magna Electronics (elektronika)
- Magna Powertrain(inne języki) (układy napędowe)
- Magna Exteriors (elementy zewnętrzne)
- Magna Seating (fotele)
- Magna Steyr(inne języki)
- Mechatronics, Mirrors & Lighting (mechatronika, lusterka i oświetlenie)

### Technologia
W swojej historii Magna International współpracowała z producentami samochodów w celu poprawy bezpieczeństwa pojazdów i technologii takich jak inteligentne systemy siedzeń mobilnych, w tym siedzenia minivanów chowane w podłogę, systemy zewnętrzne, w tym zderzaki formowane wtryskowo (RIM), zaawansowane systemy wspomagania kierowcy (ADAS), systemy wykrywania martwego pola i ostrzegania o opuszczeniu pasa ruchu.
Firma jest największym dostawcą części samochodowych w Ameryce Północnej i trzecim co do wielkości na świecie.
Wykorzystuje technologię mobilności do opracowywania niestandardowych obliczeń dla w pełni zautomatyzowanych systemów jazdy. W 2018 roku wprowadziła system radarowy Icon, który ma pomóc producentom samochodów w osiągnięciu autonomii na poziomie 5, a także automatyczne systemy hamowania awaryjnego.
Magna nawiązała współpracę z BMW w zakresie elektryfikacji, aby produkować samochody elektryczne na podstawie kontraktów. Firma znana jest również ze stosowania nowych materiałów do „lekkich” pojazdów.
W roku 2017 Goldman Sachs podał, że zautomatyzowane funkcje opracowane przez dostawców takich jak Magna zapewnią w ciągu następnej dekady 42-procentową złożoną roczną stopę wzrostu światowych przychodów.

### Fabryki Magna w Polsce
Oto wybrane fabryki Magna International zlokalizowane w Polsce:
- Magna Automotive Poland (Jasin k. Poznania)

- Magna Cosma Formpol (Tychy)

- Magna Lightning (Kostrzyn nad Odrą)